# Frederikshavn-Skagen Jernbane
Frederikshavn-Skagen Jernbane (FSJ), was een private spoorwegmaatschappij in het noorden van Jutland in Denemarken, die tussen 1890 en 1924 een smalspoorlijn met een spoorwijdte van een meter tussen Skagen en Frederikshavn exploiteerde.

## Geschiedenis
In 1889 werd begonnen met de aanleg van een metersporig traject tussen Skagen en Frederikshavn. De spoorstaven wogen slechts 12,5 kg/m en de maximumsnelheid bedroeg 30 km/h. De lijn werd in op 24 juli 1890 door de FSJ geopend. Per dag werd tweemaal van Skagen naar Frederikshaven en terug gereden. Reeds in de eerste zomer werden al extra treinen ingezet. Daarnaast vond er ook goederenverkeer plaats, met name visvervoer.
De lijn bleek een groot succes en tussen 1921 en 1924 werd de lijn omgebouwd tot normaalspoor met spoorstaven van 24,39 kg/m. In 1924 werd het normaalsporige traject overgedaan aan de Skagensbanen, waarna de FSJ werd opgeheven.
In voorbereiding op de aanstaande ombouw tot normaalspoor werden bij spoorvernieuwingswerkzaamheden aan het eind van de smalspoorperiode reeds langere dwarsliggers gebruikt, zodat bij de ombouw alleen een spoorstaaf verlegd hoefde te worden.

## Materieel
De FSJ heeft in de loop der tijd in totaal acht stoomlocomotieven, acht rijtuigen, vijf post- en bagagerijtuigen en veertig goederenwagens in gebruik gehad. Het meeste materieel werd nadien verkocht aan andere spoorwegmaatschappijen, waarbij het soms werd omgebouwd naar een andere spoorwijdte. Geen van het oorspronkelijke smalspoormaterieel van de FSJ is bewaard gebleven.